# ロック兄弟
『ロック兄弟』（ロックきょうだい）は、日本の音楽番組。2012年4月6日 - 2013年9月25日テレビ東京系列で放送。2013年10月4日よりニコニコ生放送へ移動。
前身番組の『Vの流儀』（ブイのりゅうぎ、2010年10月5日 - 2012年3月27日放送）についても本項で記述する。

## 番組概要
インディーズ、メジャー問わず、日本のロックバンド・ロックアーティストにこだわり、幅広く取材・魅力を紹介していく硬派な音楽番組。
元はヴィジュアル系専門音楽番組として『Vの流儀』の番組名で2010年10月5日に放送開始。2012年4月6日から扱うジャンルをヴィジュアル系以外にも広げ、番組名を『ロック兄弟』に改めリニューアルスタートした。

## コーナー
- SPECIAL

アーティストのライフスタイル、制作ドキュメント、ライブレポートなど、あらゆる角度から密着し、魅力を伝えるメインコーナー。
- CULTURE

ファッション、映画、ストリートカルチャーなど、ロックと関係性の深いサブカルチャーを紹介。
- HOT STUFF

最新リリース、ライブ情報。
- BUZZ BROS.

1アーティストを1ヶ月に渡り密着。
- MY GENERATION

シーンを賑わす注目の新人ロックバンド、アーティストを紹介。

### 旧コーナー（「Vの流儀」時代）
- 寵児ノ解明 -Artist Special-

1組のアーティストにクロースアップした、アーティスト特集コーナー。
- 邂逅ノ箱 -Live Report-

ライブイベントの紹介。
- 極ノ鼓動 -What's new-

旬なアーティストや新譜の紹介。
- 爛キング -Ranking-

ヴィジュアル系CD売上ランキング（シングル、アルバム混合）。ヴィジュアル系CD専門店「Like an Edison」、「ZEAL LINK」、「Brand X」、および「タワーレコード」の4店舗のランキングを週替わりに放送。
- プレゼントコーナー

主にその放送回に特集されたアーティストからのプレゼントコーナー。
- 殿堂ノ伝

ヴィジュアル系シーンで活躍したカリスマアーティストの紹介。
- 百花繚乱 -Monthly Power Push-

番組がプッシュするアーティスト紹介。
- 異色男女 -Sub Culture-

ヴィジュアル系のサブカルチャー紹介。
- SNAP SHOT

バンギャルのライブファッション紹介。
- 企画コーナー

アーティスト毎の特別コーナーや企画。

## V流-Festa
「Vの流儀」と連動したライブ企画。ヴィジュアル系の新鋭アーティスト数組が集結する。ライブの様子は、後日「Vの流儀」内で放送された。
第1回「V流-Festa」
2011年8月24日
会場：SHIBUYA-AX
出演：ViViD、girugämesh、ν[NEU]、vistlip
第2回「V流-Festa Vol.2」
2012年3月19日
会場：Zepp Tokyo
出演：LM.C、Lc5、SuG、Sadie、ピコ、HERO

## R-BROS.FEST
ロック兄弟がプッシュする話題のバンドが出演するライブイベント。
R-BROS.FEST 2013
2013年9月13日
会場：赤坂BLITZ
出演：SPYAIR、ねごと、石崎ひゅーい、Lyu:Lyu (OP ACT)
MC：田中美里

## 放送局と放送時間
- 放送局：テレビ東京（TX）
- 放送時間：毎週水曜日　深夜2：35 - 3：05

「Vの流儀」時代は、毎週火曜日深夜2:30 - 3:00、「ロック兄弟」にリニューアル後は、毎週金曜日深夜2:30 - 3:00に放送されていたが、2013年4月3日放送分から、現在の放送時間に変更された。

## 旧番組MC
- 田中美里（たなかみり） 
  - 趣味：音楽/ダンス/おしゃれ/お料理
  - メジャーデビューを目指す現役女子大生シンガー

## テーマ曲

### 「Vの流儀」時代
| 採用期間   | オープニングテーマ                            | エンディングテーマ                 |
| ---------- | --------------------------------------------- | ---------------------------------- |
| 2010年10月 | the GazettE「Red」                            | アンド「bluff」                    |
| 2010年11月 | Alice Nine「Stargazer:」                      | D「In the name of justice」        |
| 2010年12月 | Lc5「STORY」                                  | 摩天楼オペラ「Abyss」              |
| 2011年1月  | ViViD「「夢」〜ムゲンノカナタ〜」             | 花少年バディーズ「ブランコ」       |
| 2011年2月  | メガマソ「すみれ September Love feat.IZAM」   | ADAPTER。「Please Please You」     |
| 2011年3月  | ピコ「桜音」                                  | R指定「ソメイヨシノ」              |
| 2011年4月  | ムック「フォーリングダウン」                  | 少女-ロリヰタ-23区「I'ｚ」         |
| 2011年5月  | ナイトメア「VERMILION.」                      | HERO「「ソプラノ」」               |
| 2011年6月  | ν[NEU]「RED EMOTION 〜希望〜」                | Mix Speaker's,Inc.「傘の下の世界」 |
| 2011年7月  | ViViD「BLUE」                                 | Moran「紅差し」                    |
| 2011年8月  | THE MAD LM.C「MAD or DIE」                    | AYABIE「Lilia」                    |
| 2011年9月  | ピコ「ユメハナ」                              | 人格ラヂオ「赤い靴」               |
| 2011年10月 | 少女-ロリヰタ-23区「-HIKARI-」                | Administrator「Trust」             |
| 2011年11月 | ムック「アルカディア featuring DAISHI DANCE」 | ViViD「FAKE」                      |
| 2011年12月 | ナイトメア「RAY OF LIGHT」                    | ν[NEU]「カレイドスコープ」         |
| 2012年1月  | HERO「「色合せの法則」」                      | ViViD「message」                   |
| 2012年2月  | Lc5「Only you〜キミとのキヅナ〜」             | ダウト「MUSIC NIPPON」             |
| 2012年3月  | ZUCK「MONSTER」                               | ムック「ニルヴァーナ」             |

### 「ロック兄弟」時代
| 採用期間   | オープニングテーマ                              | エンディングテーマ                           |
| ---------- | ----------------------------------------------- | -------------------------------------------- |
| 2012年4月  | SPYAIR「My World」                              | LM.C「Ah Hah!」                              |
| 2012年5月  | NICO Touches the Walls「夏の大三角形」          | ViViD「REAL」                                |
| 2012年6月  | SPYAIR「0 GAME」                                | WHITE ASH「Paranoia」                        |
| 2012年7月  | ASIAN KUNG-FU GENERATION「それでは、また明日」  | ZUCK「星のない空」                           |
| 2012年8月  | ねごと「Re:myend!」                             | ecosystem「ラブレター・フロム・何か?」       |
| 2012年9月  | SPYAIR「Naked」                                 | THE MACKSHOW「LET ME ROLL」                  |
| 2012年10月 | BYEE the ROUND「コンティニュー？」              | THE ××ズ「はなきちGUY」                      |
| 2012年11月 | Nothing's Carved In Stone「Spirit Inspiration」 | ムック「MOTHER」                             |
| 2012年12月 | ザ・クロマニヨンズ「炎」                        | 真空ホロウ「Highway My way」                 |
| 2013年1月  | ねごと「たしかなうた」                          | 小林太郎「答えを消していけ」                 |
| 2013年2月  | MERRY「梟」                                     | フジファブリック「Small World」              |
| 2013年3月  | ギターウルフ「マグマ信長」                      | 摩天楼オペラ「喝采と激情のグロリア」         |
| 2013年4月  | a flood of circle「Dancing Zombiez」            | amazarashi「ジュブナイル」                   |
| 2013年5月  | SCANDAL「会わないつもりの、元気でね」           | 真空ホロウ「アナフィラキシーショック」       |
| 2013年6月  | 石崎ひゅーい「夜間飛行」                        | THE STARBEMS「DESTINY」                      |
| 2013年7月  | SPYAIR「現状ディストラクション」                | NICO Touches the Walls「ニワカ雨ニモ負ケズ」 |
| 2013年8月  | メレンゲ「クレーター」                          | SCANDAL「下弦の月」                          |
| 2013年9月  | Crossfaith「Eclips」                            | Lyu:Lyu「Seeds」                             |

### 「ロック兄弟」ニコニコ生放送時代
| 放送日                          | ゲスト                                                           |
| ------------------------------- | ---------------------------------------------------------------- |
| 2013年10月2日（公開リハーサル） | CHERRY NADE 169                                                  |
| 2013年10月4日                   | SCANDAL / CHEESE CAKE                                            |
| 2013年10月10日                  | フジファブリック / nicoten                                       |
| 2013年10月16日                  | POLYSICS / 真空ホロウ                                            |
| 2013年10月30日                  | MUCC / KANA-BOON / Lyu:Lyu                                       |
| 2013年11月6日                   | ねごと / OKAMOTO'S                                               |
| 2013年11月27日                  | メレンゲ / 石崎ひゅーい / CHERRY NADE 169                        |
| 2013年12月11日                  | 後藤まりこ / TOTALFAT / DECO*27                                  |
| 2013年12月18日                  | Nothing’s Carved In Stone / Hemenway                             |
| 2014年1月15日                   | POLYSICS / OKAMOTO'S / グッドモーニングアメリカ                  |
| 2014年1月22日                   | The BONEZ / シナリオアート / SUNDAYS                             |
| 2014年2月5日                    | フジファブリック / Dr.DOWNER / NICO Touches the Walls            |
| 2014年2月19日                   | 金子ノブアキ / 赤い公園 / ViViD / 真空ホロウ                     |
| 2014年3月5日                    | FLOW / KANA-BOON / オワリカラ / CHERRY NADE 169                  |
| 2014年3月12日                   | ねごと / BiS / ABEDON / MAN WITH A MISSION                       |
| 2014年4月2日                    | 石崎ひゅーい / 黒猫チェルシー / DECO*27 / cinema staff / UNICORN |
| 2014年4月16日                   | ART-SCHOOL / UNLIMITS / 爆弾ジョニー                             |